# Phyllolabis vulpecula
Phyllolabis vulpecula là một loài ruồi trong họ Limoniidae. Chúng phân bố ở miền Cổ bắc.